# Tipula (Eumicrotipula) martinbrowni
Tipula (Eumicrotipula) martinbrowni is een tweevleugelige uit de familie langpootmuggen (Tipulidae). De soort komt voor in het Neotropisch gebied.